# Felipe Castanhari
Felipe Mendes Castanhari (Osasco, 20 de dezembro de 1989) é um youtuber, apresentador de televisão e designer gráfico brasileiro, conhecido por apresentar o Canal Nostalgia, no YouTube.
Em 2016, foi eleito pela Forbes Brasil um dos trinta jovens mais promissores do país. Em dezembro de 2019, entrou no ranking do instituto QualiBest como um dos maiores influenciadores digitais do Brasil.

## Biografia

### Profissional
Felipe possui ascendência portuguesa e italiana. A grafia original de seu sobrenome é "Castagnaro". O seu canal, o Canal Nostalgia, foi criado no final de 2011. Castanhari um dia resolveu buscar produções sobre referências culturais da sua infância. No início, o resultado foi frustrante. À época, Castanhari trabalhava como animador 3D, e tinha estabilidade financeira, o que foi um incentivo para ele investir no seu negócio próprio. Se as coisas não saíssem como o planejado, ele poderia facilmente voltar ao emprego antigo.
O primeiro vídeo do canal foi gravado com uma câmera emprestada de uma amiga e teve o quarto de Felipe como fundo. O sucesso não veio imediatamente, os primeiros vídeos não passaram das mil visualizações. O primeiro vídeo do canal a fazer sucesso foi o que falava sobre a TV CRUJ, sucesso no início dos anos 2000, que atingiu mais de cinquenta mil visualizações.
O crescimento avançou e o Canal Nostalgia conseguiu alcançar um público maior. A partir do quinto vídeo, Castanhari aumentou sua equipe, tornando-se sócio do roteirista Fábio de Almeida, que passou a ajudar tanto na produção dos vídeos quanto na administração da marca. A partir daí, os dois organizaram um plano de negócios e foram aos poucos aumentando sua popularidade. No total, há uma equipe com 12 pessoas trabalhando no canal. Cada vídeo tem, em média, mais de um milhão de visualizações.
Em novembro de 2019, participou do Show da Black Friday. O evento foi gravado no YouTube Space, no Rio de Janeiro, e contou com participação de outras personalidades, sendo também transmitido simultaneamente em mais de um canal. Foi a maior live já feita no YouTube.
Em abril de 2020, Castanhari pediu que outros youtubers ajudassem a divulgar informações sobre a COVID-19.
Felipe Castanhari produziu para a Netflix Mundo Mistério, série televisiva que mistura dramaturgia e documentário televisivo, lançada dia 4 de agosto de 2020 no serviço de streaming.

### Vida pessoal
Entre meados de 2020 e o final de 2023, Castanhari namorava a apresentadora Nyvi Estephan.

## Controvérsias

### Suposto fim do canal
Em 2014, chegou a quase perder seu canal devido a levar 2 strikes (aviso de uso indevido de imagem do YouTube, sendo que ao levar 3, seu canal é encerrado e deletado); um da Warner Bros. e dois da 20th Century Fox por usar conteúdo da mesma, em um vídeo onde ele fala sobre Os Simpsons. Com isso, o canal iria ser deletado em janeiro de 2014, e Castanhari chegou a criar um canal reserva e alternativo que chegou, em poucos dias, a 300 mil inscritos, e depois foram feitos vlogs mostando a vida pessoal de Castanhari e os bastidores do canal, desafios com outros youtubers e ainda o CastanhariResponde. Após movimento e apelo de vários outros canais como o Coisa de Nerd, GameplayRJ, Jovem Nerd, Cauê Moura, Izzy Nobre, entre outros, e também vários abaixo-assinados, a Warner e a Fox retiraram os strikes.

### Ditadura Militar
Em maio de 2016, o Canal Nostalgia publicou um vídeo falando sobre a ditadura militar que governou o Brasil entre os anos de 1964 e 1985. Ele diz que o vídeo é sem inclinações políticas, seja para a esquerda ou direita, e informa que essa foi uma das piores épocas para o país. O vídeo foi criticado pela extrema-direita política do Brasil. Ele comentou ao Estado de S. Paulo sobre as críticas que recebeu após a publicação do vídeo: 
"É impossível agradar todo mundo, ainda mais atualmente, no meio dessa guerra política insana em que vivemos. As pessoas pararam de discutir política. Elas só brigam, não debatem (…) Tentei ser imparcial, mas depois de assistir ao vídeo inteiro, percebi que exponho alguns pontos de vista mais pessoais. Em certos momentos, dei a minha visão sobre a ditadura, o que não quer dizer que ela seja a mais apurada, ou a 'mais correta'."

### Participação em "Guia Politicamente Incorreto"
Castanhari foi apresentador de uma série baseada no livro "Guia Politicamente Incorreto da História do Brasil", do jornalista Leandro Narloch, que estreou dia 21 de outubro de 2017 no History Channel. Os produtores da série entrevistaram vários historiadores, mas sem informá-los que seriam para este programa. Após a estreia, vários historiadores solicitaram a exclusão de suas participações, por discordarem das ideias de Narloch.
Segundo Felipe Castanhari, o mesmo não teve acesso à produção do programa, a não ser ao texto que falaria enquanto em cena:

"O canal vendeu muito a série como se fosse uma produção minha. Eu levei meu historiador para interferir em tudo que estava incorreto no meu texto, e recusei uma participação na segunda temporada porque eu falei que só toparia fazer mais uma temporada se eu dirigisse, se tivesse controle sobre todo o conteúdo. Aí, é claro, eles falaram 'não'".— Felipe Castanhari 

## Filmografia

### Cinema
| Ano  | Filme                   | Papel     | Ref    |
| ---- | ----------------------- | --------- | ------ |
| 2017 | Internet — O Filme      | Mateus    | [ 18 ] |
| 2021 | Turma da Mônicaː Lições | Fotógrafo |        |

### Televisão
| Ano  | Programa                     | Emissora        | Ref    |
| ---- | ---------------------------- | --------------- | ------ |
| 2016 | Carinha de Anjo              | SBT             |        |
| 2017 | Guia Politicamente Incorreto | History Channel | [ 19 ] |
| 2018 | Castanhari Brasil            | MTV Brasil      |        |
| 2018 | Onde Estão os Alienígenas?   | NOW             | [ 20 ] |
| 2020 | Mundo Mistério               | Netflix         | [ 21 ] |

### Entrevista
- 2018: Rádio Globo[22]

## Prêmios e indicações
| Ano  | Prêmio                       | Categoria       | Resultado | Ref.          |
| ---- | ---------------------------- | --------------- | --------- | ------------- |
| 2017 | Meus Prêmios Nick 2017       | Melhor Youtuber | Indicado  |               |
| 2017 | Prêmio Jovem Brasileiro 2017 | Melhor Youtuber | Indicado  | [ 23 ] [ 24 ] |
| 2018 | Prêmio MTV MIAW              | Paródia do Ano  | Indicado  | [ 25 ]        |

## Livro
- 2019: "Almanaque Nostalgia"[26]